# Pedro Afonso Ferreira
Pedro Afonso Ferreira (Pernambuco) foi um político brasileiro.
Casou em 1875 com Amélia da Silva Paranhos, filha de José Maria da Silva Paranhos, o visconde do Rio Branco, primeiro-ministro do segundo reinado.
Foi advogado, formado pela Faculdade de Direito do Recife.
Foi presidente das províncias do Piauí, de 23 de abril de 1872 a 1 de fevereiro de 1873, e de Santa Catarina, nomeado por carta imperial de 13 de novembro de 1872, assumindo o cargo em 4 de abril de 1873, presidindo até 8 de outubro do mesmo ano, quando assumiu interinamente a presidência o 4º vice-presidente tenente-coronel Luís Ferreira do Nascimento Melo, que completou o mandato em 24 de outubro de 1873.
Foi eleito deputado à Assembléia Geral (constitucionalmente equivalente à atual Câmara dos Deputados) por Pernambuco em 1878.